# Caleu Caleu (departamento)
Caleu Caleu é um departamento da Argentina, localizada na província de La Pampa.
O nome do departamento significa "gaivota" na língua matuche.
Compreende o município de La Adela (incluindo a capital), e parte dos municípios de Bernasconi, General San Martín e Jacinto Araúz (possuem capital em outro departamento).